# 監査法人A&Aパートナーズ
監査法人A&Aパートナーズ（かんさほうじんエーアンドエーパートナーズ、英文名称：A&A Partners）は、日本における中堅監査法人である。
国際会計事務所ネットワークであるモリソングローバル（w:Morison Global）と業務提携している。

## 概要
- 本部（東京） - 東京都中央区日本橋1-16-11　日本橋Dスクエア2階
- 人員 - パートナー18名、公認会計士職員32名、その他45名（2025年5月1日現在、非常勤含まず）
- クライアント数 - 128社、うち上場監査37社（2025年5月1日現在）

### 主な金商法監査クライアント
有価証券報告書より、最近の監査報酬上位10社を以下に示す。
| 順位 | 会社名                         | 業種       | 2024年度監査報酬 | 前身所属ならびに監査継続期間               |
| ---- | ------------------------------ | ---------- | ---------------- | ------------------------------------------ |
| 1    | 大気社                         | 建設       | 8,200万円        | 2008年3月期以降（みすず→A&A）              |
| 2    | ジーエルテクノホールディングス | 精密機器   | 6,000万円        | 2010年3月期以降（あずさ→A&A）※2503期で辞任 |
| 3    | タマホーム                     | 建設       | 5,000万円        | 2015年5月期以降（トーマツ→A&A）            |
| 4    | ソルクシーズ                   | 情報・通信 | 4,500万円        | 2021年12月期以降（EY新日本→A&A）           |
| 5    | ヤオコー                       | 小売       | 4,300万円        | 2005年3月期以降（東日本→エイ・アイ・シー） |
| 6    | ナレルグループ                 | サービス   | 4,250万円        | 2021年10月期以降（上場以来）               |
| 7    | 日本フェンオール               | 電気機器   | 3,800万円        | 2018年12月期以降（トーマツ→A&A）           |
| 8    | ナルミヤ・インターナショナル   | 繊維製品   | 3,600万円        | 2008年1月期以降（みすず→A&A）              |
| 9    | 日本コンセプト                 | 倉庫・運輸 | 3,250万円        | 2022年12月期以降（トーマツ→A&A）           |
| 10   | みらいワークス                 | サービス   | 3,150万円        | 2024年9月期以降（EY新日本→A&A）            |

- 他、主要な会社法単独監査クライアントとしてヨドバシカメラなどがある。

## 沿革
- 1990年（平成2年）7月 - 監査法人エイ・アイ・シー設立。東京・名古屋（丸の内P-Aビル）の2事務所体制でスタート
- 2007年（平成19年）5月 - 監査法人A&Aパートナーズに名称変更。
- 2009年（平成21年）1月6日 - 米国・ミシガン州に本拠をおく会計事務所プラント・アンド・モラン（Plante & Moran, PLLC）とアライアンスを締結。
- 2010年（平成22年）9月13日 - 東京事務所移転（第二柳屋ビル→日本橋Dスクエア）[2]。
- 2011年（平成23年）8月1日 - 英国・ロンドンに本拠地を置く会計事務所ネットワークであるMorison KSI Limited（現：モリソングローバル）に日本国メンバーとして加盟。
- 2016年（平成28年）7月 - 名古屋事務所閉鎖。単一事務所となる

## 書籍
- 監査法人A&Aパートナーズ『会計・監査プロフェッショナル用語辞典』（日経BP社、2009年）
- 監査法人A&Aパートナーズ他『日経ビジネス経済・経営用語辞典』（日経BP社、2009年）